# Wybory regionalne w Brandenburgii w 1950 roku

Herb Brandenburgii 1945-1952

Flaga 1945-1952

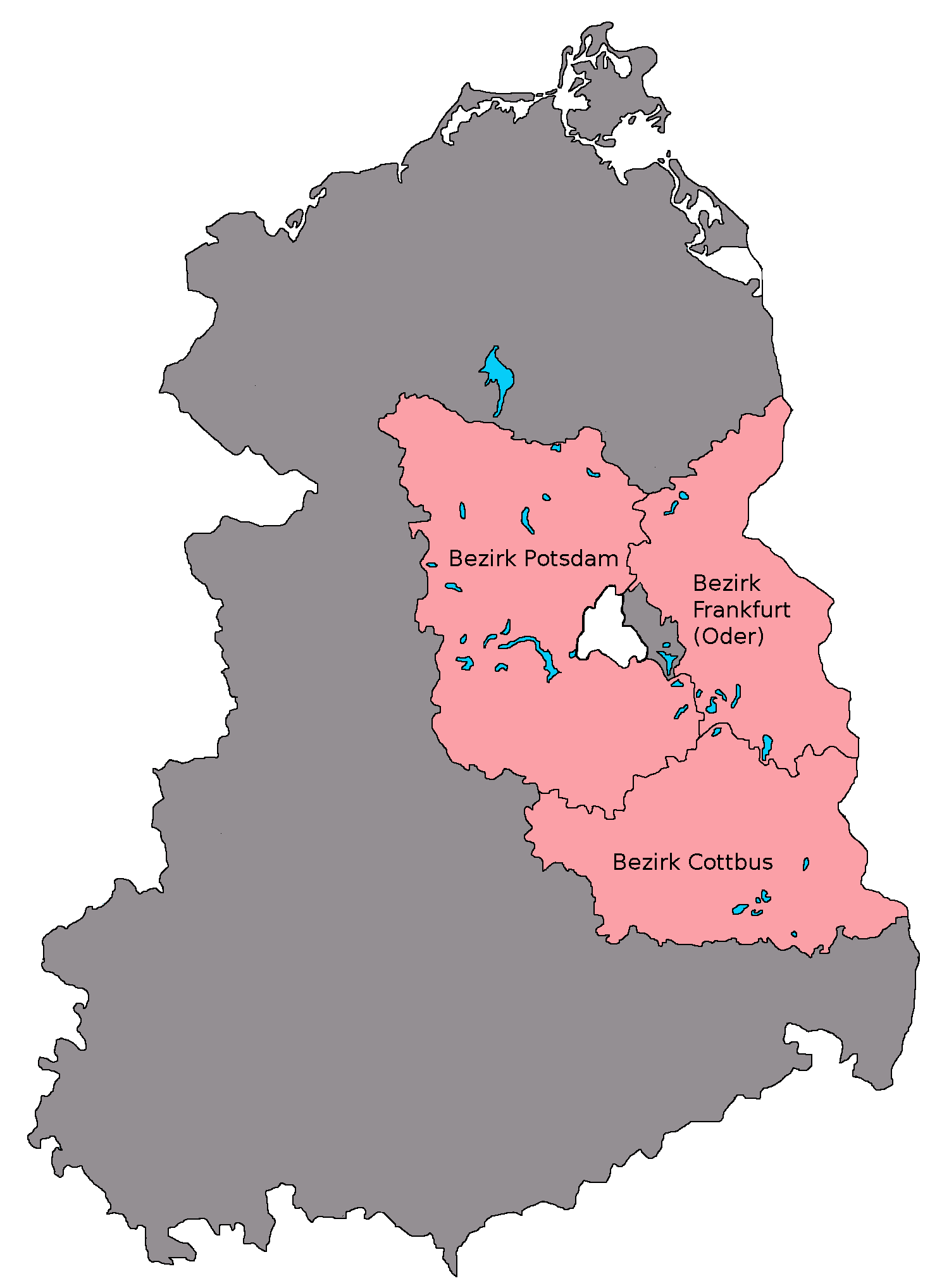
Podział administracyjny Brandenburgii w NRD

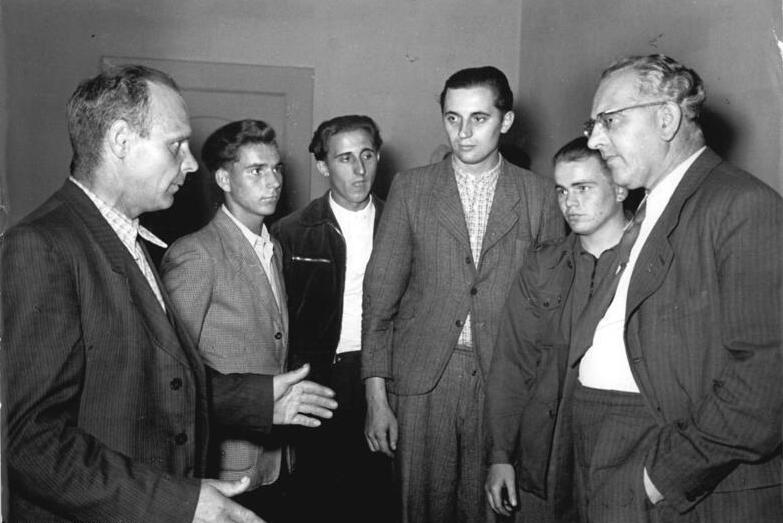
Rudolf Jahn, premier Brandenburgii 1949-1952

Wybory regionalne w Brandenburgii w 1950 roku – odbyły się 20 października. Zgodnie z oficjalnymi wynikami zwycięstwo odniosła SED, która uzyskała ok. 43,9% głosów.

## Wyniki
20 października 1950 przy frekwencji 98,6% wybrano do Landtagu 12 komitetów wyborczych, razem 100 deputowanych.
- Sozialistische Einheitspartei Deutschlands (SED): 18 deputowanych
- Unia Chrześcijańsko-Demokratyczna (NRD) (CDU): 14 deputowanych
- Liberal-Demokratische Partei Deutschlands (LDPD): 12 deputowanych
- Wolne Niemieckie Związki Zawodowe (FDGB): 11 deputowanych
- Freie Deutsche Jugend (FDJ): 9 deputowanych
- Narodowo-Demokratyczna Partia Niemiec (NDPD): 6 deputowanych
- Demokratyczna Partia Chłopska Niemiec (DBD): 6 deputowanych
- Vereinigung der gegenseitigen Bauernhilfe (VdgB): 3 deputowanych
- działacze spółdzielczy: 3 deputowanych